# 本多忠篤
本多 忠篤（ほんだ ただあつ）は、江戸時代中期の伊勢国神戸藩の世嗣。官位は従五位下・兵部少輔。正室は甘露寺尚長の娘、継室は広橋兼広の娘。子は本多忠興（長男）、渡辺綱通正室。

## 略歴
神戸藩初代藩主・本多忠統の三男として誕生した。
長兄の康桓は宗家である近江国膳所藩主・本多康敏の跡を継ぎ、次兄の小笠原信胤も越前国勝山藩主・小笠原信成の養嗣子となったため、三男ながら神戸藩嫡子となる。元文2年（1737年）徳川吉宗に御目見し、従五位下、兵部少輔に叙任されたが、家督相続前の延享4年（1747年）に早世した。
代わって弟の忠永が嫡子となった。